# M21 Mortar Motor Carriage
Le M21 Mortar Motor Carriage (MMC) est un mortier automoteur autochenillé des forces armées des États-Unis conçu pendant la Seconde Guerre mondiale. Variante du M3 Half-track sur lequel a été installé un mortier M1 de 81 mm, il portait le nom de projet T19 avant sa standardisation en 1943.

## Histoire

### Origines et développement
La première variante sur châssis de half-track américain fut développée dès octobre 1941, en imaginant la combinaison du M2 Half-track et d'un mortier de 81 mm. Le projet aboutit au M4 Mortar Carrier, c'était la plus simple des conversions possibles pour la création d'un véhicule de soutien d'infanterie mais aussi la plus facile à mettre en œuvre. Pour le modèle M21 il s'agissait cette fois de combiner le mortier de 81 mm et le châssis plus robuste du M3 Half-track. La différence majeure était l'emplacement et la direction de tir du mortier : sur le M4 il était placé au milieu du véhicule pour tirer vers l'arrière, tandis que sur le M21 il était positionné plus en tête afin de tirer vers l'avant.
Forts des remarques qui avaient pu être faites l'ordnance department lança le projet T19 qui était censé être plus abouti que les deux modèles précédents. En effet, le M4 avait été conçu comme transporteur de mortier mais ce dernier devait être initialement utilisé à l'extérieur du véhicule, à l'exception des situations d'urgence. Les hommes avaient pris l'habitude de tirer depuis la plateforme du half-track mais sans être certains de ne pas endommager le véhicule qui n'était pas conçu pour être utilisé ainsi. Afin de répondre à cette exigence fut créé le M4A1 doté d'un sol et d'un socle de mortier renforcés. Mais le montage qui faisait face à l’arrière n’avait pas beaucoup d'angle pour tirer. Les hommes de la 2e division blindée ont alors déplacé le mortier afin de tirer vers l'avant avec un angle de 30° de chaque côté. Cette dernière modification a été retenue lors de la conception du M21 et la mitrailleuse M2 Browning pour la défense antiaérienne a fait le chemin inverse, passant de l'avant à l'arrière du véhicule. Ce nouveau modèle avait également des barres d'arrimage sur les côtés du véhicule qui ressemblaient à des échelles. La partie supérieure a été utilisée pour fixer la toile du compartiment passager et la partie inférieure servit pour sécuriser l'arrimage.

### Production et service
Le prototype fut standardisé en juillet 1943 sous le nom M21 MMC et la production fut une nouvelle fois confiée à la White Motor Company. Ce véhicule servit dans la 1re, 3e et 7e armée américaine sur le front de l'Ouest pendant la campagne de France et la bataille de Normandie, ainsi que dans la 2e division blindée qui l'a initié. Il opéra également dans le sud de la France et, plus tard, au cours de la bataille des Ardennes, la bataille de Belgique, l'opération Market Garden et la campagne d'Allemagne.
Seulement 110 exemplaires furent produits pour plusieurs raisons : premièrement car le M4A1 semblait satisfaire et était déjà produit en grande quantité, deuxièmement car la White n'était pas en mesure d'en produire plus durant l'année 1944,. C'est pourquoi son usage n'était pas très répandu dans l'armée de terre américaine. Dès 1944 il ne plaît plus aux troupes et en 1945 il est considéré comme obsolète, le mortier de 81 mm n'étant plus assez puissant pour être utilisé comme un support d'artillerie efficace,. En conséquence 54 d'entre eux furent confiés à l'armée française libre.

## Variantes
- M4 : transporteur de mortier réalisé à partir d'un châssis M2
- M4A1 : canon automoteur réalisé à partir d'un châssis M2A1 (plus large pour les munitions)[N 1]